# Dubat

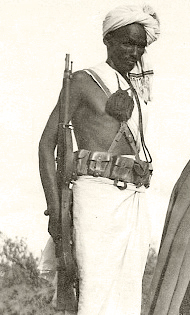
Dubat nella Somalia italiana (1938)

I dubat (in arabo ضباط‎?, ḍubbāṭ, «turbanti bianchi») erano i componenti delle truppe irregolari impiegate dal regio corpo truppe coloniali della Somalia italiana dal 1924 al 1941.

## Origini e ruolo
L'origine dei Dubat risale al 1905, quando vennero formate e armate bande di Gogle (fiduciari), durante il fenomeno del derviscismo somalo, allo scopo di contrastare le incursioni dei guerrieri fedeli al "Mullah Pazzo".
Dopo il 1920 le bande del Gogle, ormai da tutti chiamati Dubat a causa del loro turbante bianco, rimasero inoperose e alcune di queste si diedero al brigantaggio. Allo scopo di riorganizzarle militarmente, nel 1923 fu inviato il generale Cesare Maria De Vecchi a ricoprire l'ufficio di Governatore della Somalia italiana.
Il Decreto Governatoriale del 23 luglio 1924 istituì le "Bande di confine" dei "Dubat", reparti di truppe coloniali che avevano il compito di pattugliare e difendere le ancora incerte frontiere somale. I Dubat furono, perciò, reclutati fra i Clan di confine. Gli ufficiali erano italiani, i sottufficiali erano somali o provenienti dallo Yemen.
Nel gennaio 1925 i dubat furono posti al comando del maggiore degli Alpini Camillo Bechis che fu anche nominato commissario del confine.

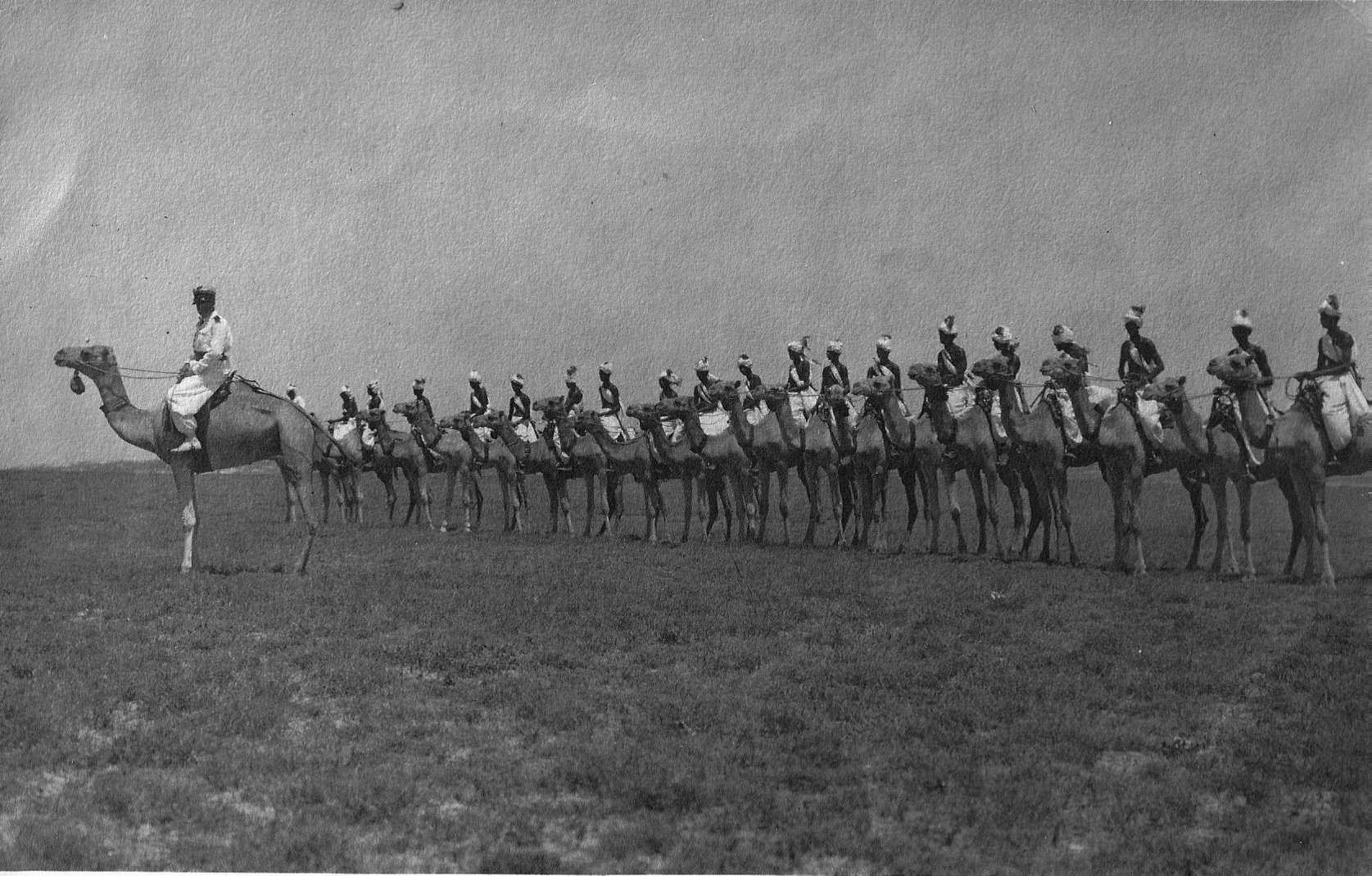
Camillo Bechis alla testa delle truppe cammellate (Dubat)

## Azioni di guerra
Negli anni 1924-27 circa 3000 dubat furono impiegati nella campagna militare per l'occupazione dei Sultanati di Obbia e della Migiurtinia, già entrambi protettorati italiani.
Nel novembre 1927 un reparto di 380 arditi neri guidati dallo sciumbasci Uarsama Botan, sorpresero la formazione del ribelle Erzi Bogor, accampatasi nei pressi di Gorrahei, riuscendo a riprendere due mitragliatrici FIAT-Revelli e le scorte di munizioni.
Nel corso della notte i dubat furono inseguiti e intercettati da 700 rivoltosi armati, con i quali sostennero un durissimo scontro notturno che si risolse all'alba in favore delle truppe coloniali italiane.
A testimoniare la ferocia dello scontro, i circa 600 morti lasciati sul terreno, compresi lo sciumbasci e il bulucbasci (vice comandante) dei Dubat.
Nel 1935 i Dubat presero parte alla campagna contro l'Etiopia. I militari coinvolti da parte italiana nell'Incidente di Ual Ual che dette origine alla guerra, erano Dubat. Infatti l'incidente che nel dicembre del 1934, nell'oasi di Ualual, diede il la alle richieste di Mussolini nei confronti dell'Etiopia e che poi nel 1935 sfociò nella guerra contro la stessa Etiopia, coinvolse i Dubat inquadrati nell'esercito coloniale.
Il 1º Gruppo Dubat prese parte nel 1940 alla breve occupazione della Somalia Britannica.
I Dubat si distinsero anche nell'occupazione italiana di Moyale in Kenya e successivamente nella difesa dell'A.O.I. dall'attacco inglese nel 1941.

## Caratteristiche
Caratteristico dei Dubat era il loro abbigliamento, caratterizzato da un turbante di color bianco. Il loro inquadramento era una via di mezzo tra le truppe regolari e le bande irregolari. La loro principale caratteristica consisteva nell'estrema leggerezza di armamento (il Mannlicher di preda bellica austro-ungarica) e di equipaggiamento che consentiva spostamenti rapidissimi. Il reclutamento dei Dubat, avveniva fra i clan di confine. Divisi in bande con ufficiali italiani, e sottufficiali somali o provenienti dallo Yemen. L'addestramento era affidato a sottufficiali indigeni appartenenti a battaglioni coloniali e la loro gerarchia era suddivisa in 4 gradi: gregario; sotto capo; capobanda; comandante.